# Pante Peusangan (Juli)
Pante Peusangan is een bestuurslaag in het regentschap Bireuen van de provincie Atjeh, Indonesië. Pante Peusangan telt 205 inwoners (volkstelling 2010).